# Welfringen
Welfringen (luxemburgisch Welfrengⓘ, französisch Welfrange) ist eine Ortschaft der Gemeinde Dalheim in Luxemburg, die 600 Meter Luftlinie von Dalheim entfernt in einem Tal liegt.

## St.-Wendelin-Kapelle
Die St.-Wendelin-Kapelle in Welfringen gehört zum Pfarrverband Remich-Dalheim, zum Dekanat Remich sowie zur Pastoralregion Osten. Die Kapelle wird betreut vom Pastoralteam der Pfarrgemeinschaft Remich-Dalheim. 
Die erste Kapelle von Welfringen wurde 1721 gebaut. 1926 wurde entschieden, dass diese Kapelle wegen Baufälligkeit nicht repariert, sondern ganz abgerissen wird und dass eine neue Kapelle errichtet wird. Der Ehrenstaatsarchitekt Jean-Pierre Knepper aus Luxemburg wurde mit der Ausarbeitung der Pläne für eine neue Kapelle betraut. Im Frühjahr 1928 wurde die alte Kapelle abgerissen und es wurde mit dem Bau der neuen Kapelle begonnen, deren Grundsteinlegung am 8. Juli stattfand. Im Jahr 1930 wurde die Kapelle fertiggestellt und die Einweihung fand am 21. April statt. Die Fenster der Kapelle wurden von den in Welfringen wohnenden Familien gestiftet und zeigen die Bilder verschiedener Heiliger, so etwa der Heiligen Anna, dem Heiligen Aloysius von Gonzaga und 11 weiteren Heiligen. Diese Fenster wurden 1929 in der Glaserei F.A. Linster in Mondorf hergestellt. In der Kapelle findet man 5 Holzstatuen, eine Statue von Jesus Christus, Maria, dem heiligen Donatus, dem heiligen Markus und dem heiligen Josef sowie über einem Rundbogen die Aufschrift Einer ist euer Meister Christus. Der Hochaltar der Kirche wurde 1709 von Nic Greeff-Roesdorf aus Altwies angefertigt, ein Aufsatz wurde 1741 von Nic Greef-Greisch hinzugefügt. Der Hochaltar wurde im Jahr 2000 von Mitarbeitern des Kunstateliers Juan Morales aus Remich renoviert und es wurde ein Volksaltar derselben Firma angefertigt. Schutzpatrone der Kirche sind der heilige Wendelin sowie der heilige Markus als Zweitpatron. Vor der Kirche findet man 2 Statuen vor von der heiligen Theresa von Liseux sowie dem Schutzpatron der Kirche, dem heiligen Wendelin und ein Wegkreuz der Firma Greeff aus Altwies, welches auf das Jahr 1735 datiert ist.

## Ehemalige Grundschule Welfringen
Die Grundschule von Welfringen befindet sich neben der Kapelle und wurde vor dem Jahr 1721 errichtet. In den 1990er Jahren wurden die Schulkinder und Lehrer in die neue Grundschule nach Dalheim versetzt und das Gebäude der Grundschule in Welfringen stand leer. Vor dem Jahr 2010 wurde das Gebäude erweitert und es wurde eine Küche eingebaut. Dort wo sich vorher der Eingang befand, wurde eine Sakristei für die Kapelle angelegt und der Eingang wurde an den Anbau versetzt. Von 2010 bis 2011 wurde das Gebäude kurzzeitig als Vorschule genutzt. Seit 2011 befindet sich in dem Gebäude ein Kulturzentrum, das die örtlichen Vereine für Veranstaltungen und Versammlungen nutzen können.

## Vereine

### Landwirtschaftleche Lokalveräin Welfreng
Der Verein „Landwirtschaftleche Lokalveräin Welfreng“ wurde 1946 von 20 lokalen Bauern gegründet, um eine Kostenreduzierung bei der Verwendung von landwirtschaftlichen Geräten zu ermöglichen. Der Verein ermöglicht es den Bauern in der Umgebung die oft sehr teuren Maschinen, die sie sich nicht selber kaufen können, für die Feldarbeit gegen ein Entgelt auszuleihen. Die Maschinen werden vom Verein gekauft, gepflegt und repariert. Der Maschinenpark befindet sich in Welfringen und zurzeit nutzen etwa 70 Landwirte das Angebot des Vereins. Aktueller Präsident des Vereins ist Herr Jean-Marie Meyerer und weitere Mitglieder des Vorstands sind Herr Norbert Biewer (Geschäftsführer) sowie Herr André Biren und Frau Marie-Louise Beissel.

### Chorale St. Cecile
Die Chorale St. Cecile ist der kirchliche Gesangverein von Welfringen. Sie gestaltet die Messen in Welfringen und wird von Herr Norbert Biewer dirigiert. Die Präsidentin des Gesangvereins ist Henriette Boss. Gespielt werden die Lieder auf einer elektrischen Ahlborn-Orgel, die 1978 von Pfarrer Edmond Urth eingesegnet wurde. Der Gesangverein besteht aus 6 Sopranistinnen, 3 Altstimmen, 3 Tenören und 3 Bässen.